# Vessillologia

Mappa delle bandiere degli stati del mondo (versione del 2009).

La vessillologia è la disciplina che studia le bandiere e i vessilli in generale. L'oggetto delle analisi prende in considerazione la storia, il simbolismo, le caratteristiche e l'uso stesso dei vessilli.
Lo studioso di vessillologia è detto vessillologo, mentre "vessillografo" è chi disegna o progetta il vessillo. Vessillofilo è chi si dedica alla passione (hobby) di collezionare bandiere. Vessillifero è chi porta un vessillo, detto anche portabandiera.

## Etimologia
Parola composta dal termine latino vexillum, cioè «drappo o bandiera»; e dalla desinenza -logia che deriva da lògos, sostantivo greco (λόγος) «parola, discorso, ragione», variamente usato nel linguaggio filosofico e teologico. 
Il termine vexillology è stato coniato da Whitney Smith, fondatore della FIAV e già direttore esecutivo del Flag Research Center di Winchester (Massachusetts). L'uso del corrispondente termine italiano vessillologia è attestato a partire dal 1971, anno in cui si è tenuto a Torino il "IV Congresso internazionale di vessillologia".

## Oggetto di studio
La vessillologia si occupa di:
- bandiere nazionali, regionali e municipali;
- vessilli militari e navali;
- bandiere religiose, politiche, associative;
- simbolismo cromatico e iconografico;
- classificazione morfologica delle bandiere;
- evoluzione storica e mutamenti grafici.

## Attività vessillologiche
Le principali attività svolte in ambito vessillologico comprendono:
- la ricerca storica e documentale;
- la progettazione grafica di nuove bandiere;
- la consulenza per enti pubblici e privati;
- la conservazione e il restauro di bandiere storiche;
- la pubblicazione di studi, riviste e atlanti vessillologici;
- l’organizzazione di convegni, mostre ed eventi divulgativi;
- il collezionismo e la didattica.

## Organizzazioni di vessillologia

### Internazionali
- Federazione internazionale associazioni vessillologiche
- Flag Institute

### Italiane
- Accademia di San Marciano
- Bandiere del Mondo (FOTW) - Flags of the World
- Bandiere Storiche
- Centro italiano studi vessillologici (CISV)

### Gran Bretagna
- Heraldry Society, Flag Section (HSFS)

### Irlandesi
- Società Vessillologica Irlandese - Cumann Vexilleolaíoch na hÉireann, Vexillological Society of Ireland
- Società Genalogica Irlandese, (GSI) - Cumann Geinealais na hÉireann, Genealogical Society of Ireland

### Maltesi
- Società di Araldica e Vessillologia di Malta (HAVSOM)- Heraldry and Vexillology Society of Malta

### Nord Americane
- Associazione Nordamericana di Vessillologia

### Paesi nordici
- Nordisk Flaggselskap

### Spagnole
- Società Spagnola di Vessillologia SEV - Sociedad Española de Vexilología
- Fondazione di Studi Vessillologici - Fundación de Estudios Vexilológicos
- Istituto Madrileno di Vessillologia - Instituto Madrileño de Vexilología
- Associazione Ispanica di Vessillologia e Araldica (AHVH) - Asociación Hispánica de Vexilología y Heráldica
- Associazione Catalana di Vessillologia (ACV) - Associació Catalana de Vexil·lologia

### Svizzere
- Società Svizzera di Vessillologia, Société Suisse de Vexillologie - Schweizerische Gesellschaft für Fahnen- und Flaggenkunde, SSV-SGFF

### Francesi
- Associazione Francese di Studi Internazionali di Vessillologia - Association Française d'Études Internationales de Vexillologie
- Società Francese di Vessillologia (SFV) - Société Française de Vexillologie
- Società Vessillologica dell'Ovest (SVO) - Société Vexillologique de l'Ouest
- Società Bretone di Vessillologia (KVV-SVB) - Société Bretonne de Vexillologie

- Bandiere di Bretagna - Bannieloù Breizh, Drapeaux de Bretagne